# Отворено првенство Катара за мушкарце 1996.
Отворено првенство Катара за мушкарце 1996 (познат и под називом Qatar ExxonMobil Open 1996) је био тениски турнир који је припадао АТП Светској серији у сезони 1996. То је било четврто издање турнира који се одржао на тениском комплексу у Дохи у Катару од 1. јануара 1996. — 7. јануара 1996. на тврдој подлози.

## Носиоци
| Држава | Играч         | Позиција1 | Носилац |
| ------ | ------------- | --------- | ------- |
| АУТ    | Томас Мустер  | 3         | 1       |
| НЕМ    | Борис Бекер   | 4         | 2       |
| ШВЕ    | Томас Енквист | 7         | 3       |
| НЕМ    | Михаел Штих   | 12        | 4       |
| ШВЕ    | Магнус Ларсон | 17        | 5       |
| ХОЛ    | Паул Хархојс  | 19        | 6       |
| АУТ    | Гилберт Шалер | 20        | 7       |
| ХОЛ    | Јан Симеринк  | 21        | 8       |

- 1 Позиције од 25. децембра 1995.[1]

### Други учесници
Следећи играчи су добили специјалну позивницу за учешће у појединачној конкуренцији:
- Јунес ел Ајнауи
- Паул Хархојс
- Султан Хафлан

Следећи играчи су ушли на турнир кроз квалификације:
- Никлас Култи
- Хишам Арази
- Андреј Ољховски
- Николас Переира

## Носиоци у конкуренцији парова
| Држава | Играч           | Држава | Играч           | Носиоци |
| ------ | --------------- | ------ | --------------- | ------- |
| ХОЛ    | Јако Елтинг     | ХОЛ    | Паул Хархојс    | 1       |
| БАХ    | Марк Ноулз      | КАН    | Данијел Нестор  | 2       |
| САД    | Патрик Галбрајт | РУС    | Андреј Ољховски | 3       |
| САД    | Рик Лич         | САД    | Скот Мелвил     | 4       |

### Други учесници
Следећи играчи су добили специјалну позивницу за учешће у конкуренцији парова:
- Андреа Гауденци/ Томас Мустер
- Стефан Едберг/ Петр Корда
- Борис Бекер/ Патрик Кинен

## Шампиони

### Појединачно
Петр Корда је победио  Јунеса ел Ајнауија са 7:6(7:5), 2:6, 7:6(7:5).
- Едбергу је то била једина титула те сезоне и седма (од десет) у каријери.

### Парови
Марк Ноулз /  |Данијел Нестор су победили  Јаку Елтинга /  Паула Хархојса са 7:6, 6:3.
- Ноулзу је то била прва (од пет) титула те сезоне и пета (од 55) у каријери.
- Нестору је то била прва (од четири) титуле те сезоне и трећа у каријери.